# Рогачинка
Рога́чинка — село в Україні, у Хрестівській сільській громаді Каховського району Херсонської області. Населення становить 11 осіб. 24 лютого 2022 року село тимчасово окуповане російськими військами під час російсько-української війни.

## Населення
Згідно з переписом УРСР 1989 року чисельність наявного населення села становила 14 осіб, з яких 7 чоловіків та 7 жінок.
За переписом населення України 2001 року в селі мешкало 11 осіб.

### Мова
Розподіл населення за рідною мовою за даними перепису 2001 року:
| Мова       | Відсоток |
| ---------- | -------- |
| російська  | 54,55 %  |
| українська | 45,45 %  |